# Pheidole vanderveldi
Pheidole vanderveldi är en myrart som beskrevs av Auguste-Henri Forel 1913. Pheidole vanderveldi ingår i släktet Pheidole och familjen myror. Inga underarter finns listade i Catalogue of Life.